# الکساندرا وندرنوت
الکساندرا واندرنوت (انگلیسی: Alexandra Vandernoot؛ زادهٔ ۱۹ سپتامبر ۱۹۶۵) یک هنرپیشه اهل بلژیک است.
از فیلم‌هایی که وی در آنها نقش داشته است می‌توان به کمد، سوءاستفاده‌های یک دون ژوان جوان و بازی شام اشاره کرد.